# 'Ndrina Gioffrè
I Gioffrè, insieme ai Santaiti e ai Romeo, sono le 'ndrine egemoni di Seminara. Si occupano di traffico di immigrati, di traffico di armi, droga, sigarette, prostituzione, smaltimento di scorie radioattive, infiltrazioni negli enti locali e riciclaggio.

## Storia

### Anni '70 - Faida di Seminara
Negli anni Settanta vincono la faida di Seminara contro la 'ndrina dei Pellegrino. Secondo Nicola Gratteri, i vincenti furono però sospesi dalle riunioni dei capi di tutti i locali della provincia di Reggio Calabria per non aver vendicato l'uccisione di un capobastone. Solo nel 1987 riacquisiscono visibilità con la promozione a santista del capobastone Rocco Gioffrè.

### Anni '90
Nel 1993 viene ucciso dai Gioffrè Diego Spinella, esponente dell'omonima cosca il quale era diventato molto influente nel traffico di eroina con i turchi.

### Anni 2000 -  Faida tra i Gioffrè
Negli ultimi anni, come si evince dall'operazione Artemisia, in questo periodo in particolare tra il 2006 e il 2009 si è svolta una faida interna tra i Gioffrè di Seminara ('ndoli) e i Caia-Laganà-Gioffrè detti 'ngrisi, che a loro volta successivamente sono entrati in conflitto scindendosi in Caia-Gioffrè e Laganà.
Alcuni eventi della faida interna dei Gioffrè di Seminara:
- Il 28 ottobre 2007 viene ferito Vincenzo Gioffrè.
- Il 29 ottobre 2007 vengono feriti Antonio Caia e Carmelo Romeo.
- Il 14 febbraio 2008, Giuseppe Gioffrè tenta l'omicidio di Luigi Tripodi. Verrà arrestato.
- Il 27 marzo 2008 viene ucciso Silvestro Luigi Galati.
- Il 24 novembre 2008 viene ferito Vincenzo Giuseppe Gioffrè.
- Il 13 agosto 2009 viene ucciso Giuseppe Gioffrè.
- Il 30 gennaio 2011 muore per cause naturali Rocco Antonio Gioffrè, presunto boss di Seminara (detto u N'dolu), all'età di 76 anni nel carcere di Messina.

#### Le elezioni comunali, la faida di San Luca e l'operazione Artemisia
- Nel 2006 viene ucciso il capobastone Domenico Gaglioti.
- Nel maggio 2007 da un'intercettazione telefonica si viene a sapere che Rocco Gioffrè convince il sindaco uscente Antonio Pasquale Marafioti a ricandidarsi.
- Il 17 novembre 2007 viene arrestato il sindaco di Seminara Antonio Pasquale Marafioti, il vicesindaco Mariano Battaglia e l'assessore allo Sport Adriano Gioffrè (lista civica) per associazione a delinquere di tipo mafioso. Coinvolti presunti esponenti della 'ndrina Gioffrè di Seminara e anche l'ex sindaco Carmelo Buggè. Il Comune di Seminara era già stato sciolto una volta per infiltrazioni mafiose[3].
- Il 18 novembre 2007, da alcune intercettazioni, si scopre che i Gioffrè avrebbero partecipato e contribuito a riappacificare i due schieramenti della faida di San Luca[4].
- L'11 giugno 2008 viene arrestato Antonino Tripodi detto Ninu u bomber affiliato ai Gioffrè, accusato di associazione mafiosa e controllo delle elezioni comunali di Seminara[5].
- Il 20 aprile 2009 a Seminara, Asti, Brescia, Varese e Vercelli i carabinieri nell'operazione Artemisia hanno arrestato 35 persone, tra cui esponenti dei Gioffrè, per associazione a delinquere di stampo mafioso, tentata estorsione e omicidio[2][6].

### Oggi - Riconoscimento dell'esistenza della 'ndrina
- Il 13 gennaio 2013 a Corigliano Calabro i carabinieri hanno arrestato Antonio Caia.

Il 3 maggio 2013 la Corte di cassazione riconosce per la prima volta e in via definitiva l'esistenza della 'ndrina Gioffrè di Seminara. La sentenza giunge al termine dell'iter giudiziario iniziato nel 2007 con l'operazione Topa.
Il 22 luglio 2018 viene ucciso da 2 sicari in contrada Venere a Seminara Giuseppe Fabio Gioffrè, figlio di Cecè u 'ndolo, coinvolto in passato nel processo Artemisia da cui però ne uscì assolto. Viene anche gravemente ferito un bambino di 10 che era con lui in quel momento. A settembre 2018 vengono arrestate Domenico Fioramonte accusato di omicidio, porto e detenzione di armi e presunto affiliato dei Grasso, Giuseppe Domenico Laganà Comandé e Saverio Rocco Santaiti.

## Esponenti di spicco
- Domenico Gioffrè (? - 19-03-1972), capobastone, muore nella faida di Seminara.
- Antonino Gioffrè, detto Bongo.
- Fabio Giuseppe Gioffrè (1979 - 2018), figlio di Vincenzo Giuseppe, ucciso in contrada Venere di Seminara[9].
- Rocco Antonio Gioffrè (1935 - 30-01-2011), capobastone unico e solo di tutta seminara, arrestato nel novembre 2007 e deceduto il 30 gennaio 2011 per cause naturali.